# ارفض شعبك بيحميك

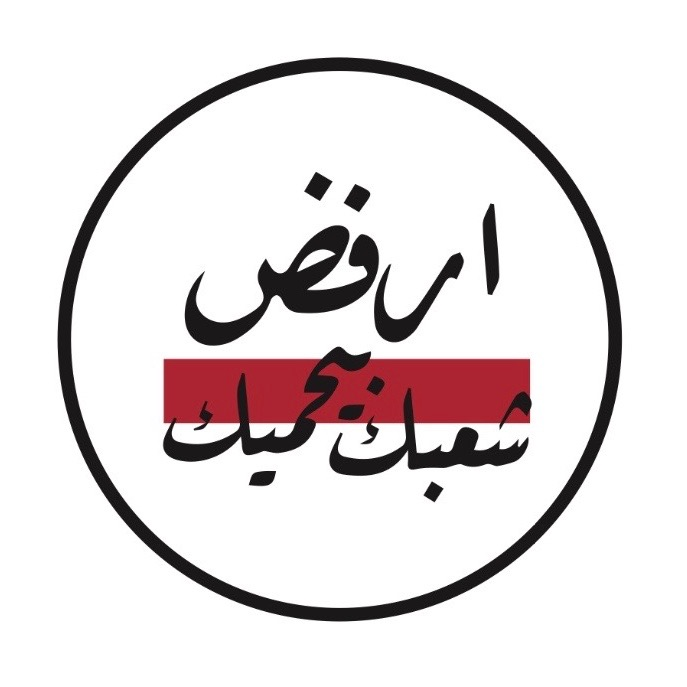
لوغو حراك "ارفض. شعبك بيحميك"

أرفض. شعبك بيحميك (أو أرفض. شعبك يحميك) هو حراك شبابي فلسطيني يهدف إلى إسقاط التجنيد الإجباري المفروض على الشبان الفلسطينيين الدروز في صفوف جيش الاحتلال الإسرائيلي منذ العام 1956. يسعى الحراك إلى «مناهضة كل أشكال التجنيد، والمساهمة في إعادة اللحمة بين أبناء الشعب الواحد، وسدّ الفجوات ومحاولات التغييب وطمس الهوية التي تجري نهجًا وممارسة حتى منذ ما قبل العام 1948».

## خلفية
التجنيد في إسرائيل مفروض بحسب قانون خدمة الأمن (القانون منذ عام 1949 وتم وضع قانون معدل جديد عام 1986) على كل شخص بلغ الثامنة عشرة من عمره ويحمل المواطنة أو الإقامة الإسرائيلية. لذا، يمكن استدعاءه للخدمة من قبل وزير «الأمن» الإسرائيلي، إلا أنّ ذلك لا يطبق على أرض الواقع، وفي أعقاب قرار حكوميّ يقوم الوزير بإعفاء العرب من الخدمة الإجبارية باستثناء الشبان العرب الدروز غير المتديّنين. فُرض التجنيد على الشباب العرب الدروز بتاريخ 3.5.1956 عبر إصدار قرار لرئيس الوزراء الإسرائيلي الأول دافيد بن غوريون، حيث واجه هذا القرار في حينه رفض ومقاومة من قبل أبناء الطائفة الدرزية العربية.

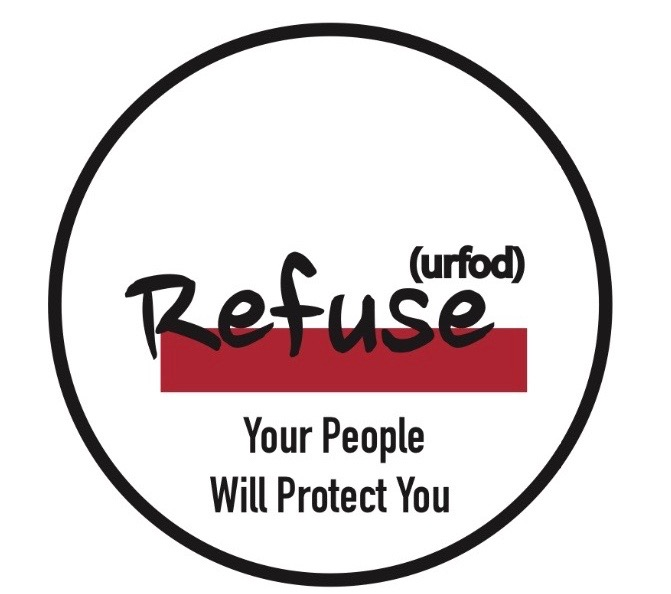
لوغو حراك "أرفض. شعبك بيحميك" في اللغة الإنجليزية

بالتالي، فإن رفض التجنيد الإجباري الذي فُرض بقوة الساعد على الشبان الفلسطينيين الدروز ليس بجديد، فبدايته كانت مع فرض التجنيد واستمر مع تأسيس «لجنة المبادرة العربية الدرزية» في سنوات السبعينات وحراكات ومبادرات أخرى مثل لجنة التواصل العربية الدرزية. حراك أرفض. شعبك بيحميك انطلق في تاريخ 21.3.2014 من خلال مظاهرة على «جبل الرافضين» وهو سفح جبل مقابل سجن عسكري رقم 6 المتواجد في عتليت.

## رؤية الحراك
حراك أرفض. شعبك بيحميك هو حراك شبابي، غير حزبي، غير محصور في إطار طائفي، يضم شابات وشباب من مختلف المناطق والمذاهب في فلسطين المحتلة والشتات، من أجل هدف مناهضة كافة أشكال التجنيد التي تسعى المؤسسة الإسرائيلية إلى فرضه على الفلسطينيين. الحراك يركز جهوده بداية على مناهضة التجنيد العسكري الإجباري المفروض على الشبان العرب الدروز. يرتكز الحراك على قيم إنسانية، وعلى تثبيت الهوية العربية الفلسطينية.
يميز الحراك خاصيّتان أساسيّتان: الأولى، هي أنه حراك نسويّ، حيث أن للنساء دور قيادي في الحراك، بالإضافة إلى كونهن جزء لا يتجزأ من أصحاب القرار. ليس هذا فحسب، بل ان نسويّة الحراك تتجلّى من خلال الموقف الواضح والفعل المناهض لكافة أشكال القهر والاستبداد والظلم، ليس فقط قمع المستعمِر للمستعمَر، بل يطلق صرخته أيضا ضد القمع الذكوري والتمييز العنصري.
الثانية، هي شمولية رؤيته. الحراك يرفض محاولات تجزئة الشعب الفلسطيني، سواء من خلال التجزئة الطائفيّة أو الجغرافيّة. يرفض الحراك كافة أشكال التجنيد لجميع أبناء الشعب الفلسطيني، بما في ذلك ما يسمى بالخدمة المدنية وأيضا الخدمة الطوعية، ويدعو دائما إلى محاربة الطائفية وإلى الترفّع عن الاختلافات بين أبناء الشعب الواحد.

## إستراتيجية الحراك
جزء هام من نشاط الحراك هو توفير الدعم والمساندة للرافضين والممتنعين عن الخدمة العسكرية، وذلك عبر إتاحة المعلومات حول مسارات الإعفاء والرفض وتقديم الاستشارة القانونية في حال تعرُّض الرافضين للاعتقال ودعم قضيتهم بشتى الوسائل عن طريق بناء شبكة دعم للرافضين. تشمل شبكة الدعم محامين ومحاميات واخصائيين نفسيين ومتطوعين ومتطوعات، هدفهم توحيد الجهود لمرافقة الشبان حتى الحصول على الاعفاء من المؤسسة العسكرية من خلال تزودهم بالمعلومات عن مسارات الرفض والامتناع عن الخدمة الاجبارية، مساعدتهم في الحصول على المستندات والوثائق الرسمية، مواجهة بيروقراطية السلطات العسكرية، زيارة عائلاتهم وزيارة الرافضين في السجون العسكرية، وتنظيم حملات اعلامية للرافضين العلنيين.
بالإضافة إلى ذلك، قام الحراك بتنظيم العديد من الورشات والندوات، داخل فلسطين وخارجها، هدفها رفع الوعي بخصوص قضية رفض التجنيد الإجباري وكسر الصورة النمطية لدى فئات من الشعب الفلسطيني والشعوب العربية الأخرى عن الدروز في فلسطين، وعن دور المؤسسة العسكرية والفكر الصهيوني وإسرائيل في محاولة فصل الدروز عن باقي أبناء شعبهم العربي الفلسطيني بهدف زعزته وإضعافه وعن الوسائل التي اتّبعوها.
اشترك مندوبون ومندوبات عن الحراك في العديد من المؤتمرات حول العالم ليسمع صوت صرخة الرافضين عاليا الذين يدفعون أثمانًا باهظة لتمسكهم بهويتهم العربية الفلسطينية. لقد نجح الحراك في المشاركة بعدّة مؤتمرات وندوات حول العالم، ابتداءً من فلسطين ثم الأردن فجنيف وكينيا وجنوب أفريقيا وقبرص وتونس وتركيا وقطر والولايات المتحدة.
كما ويحاول الحراك توفير منح دراسية للشباب الرافضين من خلال التواصل مع عدة جمعيات ومؤسسات محلية وعالمية. ويقوم الحراك بتنظيم مخيّمات صيفية للشبيبة الفلسطينية، التي تضم نشاطات وفعاليات متنوعة، من ضمنها فعاليات عن الرواية الفلسطينية، عن الهوية، عن الجندر، وفعاليات فنية متنوعة، منها ورشات الموسيقى وفن الغرافيتي والمسرح.

## مسارات رفض التجنيد والامتناع عن التجنيد
رفض التجنيد والامتناع عن التجنيد هما أمران متاحان قانونيا، فالسلطات العسكرية نفسها تقرر كل عام إعفاء أشخاص من الخدمة العسكرية بحيث لا ترسل لهم أوامر تجنيد البتة، وذلك لتصنيفهم كغير ملائمين مسبقا، لأسباب اقتصادية أو جنائية أو سياسية أو لعدم حاجة الجيش إليهم، وتتيح لآخرين الحصول على الإعفاء بواسطة عدّة مسارات قانونية، وهي:
1. أسباب طبية: الحصول على بروفايل 21 على خلفية مرض جسدي أو إعاقة أو على خلفية عدم ملائمة نفسية للخدمة العسكرية.
2. رفض ضميريّ: القانون يتيح امكانية التقدم للجنة تسريح لأسباب ضميرية تابعة لسلطات الجيش، لأشخاص يرفضون الخدمة من منطلقات ضميريّة (يتم اعتبار المبادئ السلمية على وجه الخصوص، بينما رفض الاحتلال الإسرائيلي يعتبر «منطلقات سياسية» وليس ضميرية بحسب سلطات الجيش).
3. أسباب دينية: بحيث يتم فحص الالتزام الديني لدى الشاب على مدار سنوات من خلال إرسال وثيقة مختومة من قبل الرئيس الروحي للطائفة الدرزية وسايس الخلوة (مكان صلاة الدروز) التي يتردد إليها الشاب، وذلك كل عام، لإثبات «تديّنه».
4. عدم ملائمة: إعفاء متاح للشبان اللذين باشروا لتأدية الخدمة العسكرية وصُنّفوا فيما بعد كغير ملائمين للخدمة على يد لجنة تابعة لسلطات الجيش. معايير هذه اللجنة فضفاضة وغير موثقة في القانون.

يجدر بالذكر، أن في جميع المسارات المتاحة يقع على الرافض أو الممتنع الحمل لحتى «يًثبت» للسلطات عدم ملائمته، إما عن طريق تقارير طبية واما عن طريق مستندات ووثائق رسمية أخرى، في حين السلطات العسكرية الإسرائيلية تفعل كل ما في وسعها لإقناع الشبان الرافضين أو الممتنعين للعدول عن قرارهم ولإتمام الخدمة العسكرية بشتى الوسائل، من ضمنها سجنهم في السجون العسكرية، ولا تصدر الإعفاءات بسهولة.